# 웨더비

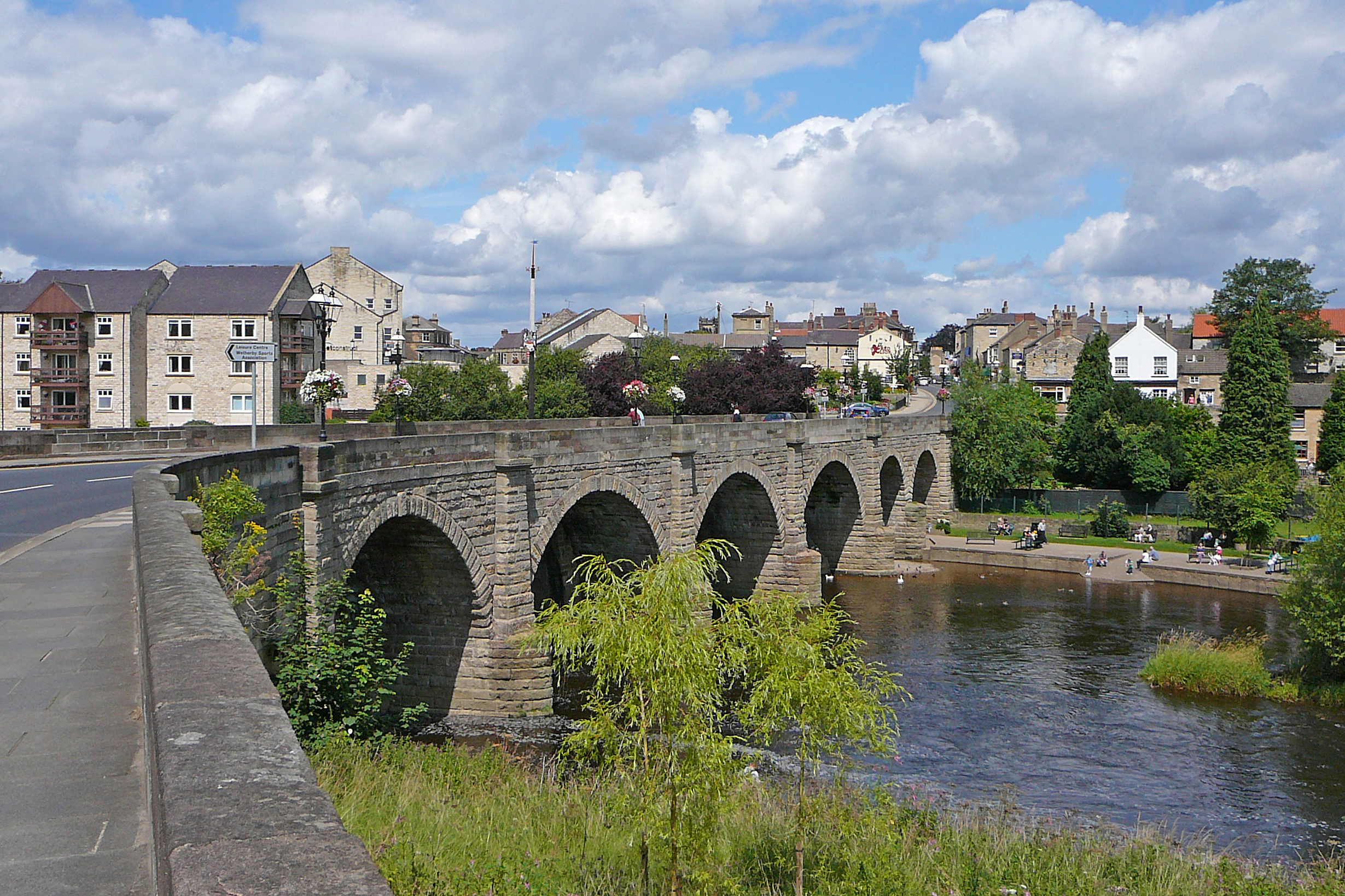
웨더비

웨더비(Wetherby)는 영국 웨스트요크셔주의 도시로, 인구는 11,155명이다.

## 저명한 출신 인물
- 맥주, 위스키 전문가 마이클 잭슨이 웨더비에서 태어났다.[1]
- 스킨스의 배우 샘 잭슨이 1993년 10월 웨더비에서 태어났다.

## 같이 보기
- 리펀